# Іван (фільм, 1932)
«Іван» — український радянський повнометражний художній фільм. Перший звуковий фільм Олександра Довженка, що вийшов на екрани 6 листопада 1932 року.
Цей фільм, кінопоема, описує залучення сільського хлопця Івана до будівництва Дніпрогесу. Іван завзятий і працьовитий, проте йому бракує освіти. Його батько натомість прогульник і ледар, він зневажає прагнення сина приєднатися до спільного соціалістичного будівництва, влитися в ряди передовиків і комсомольців.
«Іван» був розкритикований у Радянському Союзі за неякісне виконання та применшене значення персонажів порівняно з машинами. Разом з тим він посприяв зближенню Довженка зі Сталіним і подальшій успішній кар'єрі режисера.

## Сюжет

Кадр з фільму: головний герой Іван

У кадрі пропливають краєвиди спокійних вод Дніпра, що змінюються небезпечними порогами. Проте триває будівництво Дніпрогесу, робітники зводять греблю аби поховати пороги під водою і створити електростанцію. Сільський хлопчина переповідає вдома почуту на будівництві промову про те, що в селі накопичилася зайва робоча сила, яку слід відправити до міст. У хаті присутній молодий Іван, який схвалює задум. Але батько Івана, Степан, заперечує — «хочу піду, не хочу — не піду». Майбутній бригадир Степан Васильович іншої думки, він вважає, що треба подати приклад іншим селам і першими відправити підмогу на будівництво.
Бригадир зустрічає на будівництві секретаря парткому, свого товариша, з яким не бачився 22 роки. Іван в захваті від краєвидів Дніпрогесу, того як приборкується величезна річка. Він з ентузіазмом трудиться на прокладанні залізниці, на відміну від батька, що працює несумлінно, шукає як би уникнути роботи. Івану, однак, бракує освіти, його зусилля, хоч і великі, приносять мало користі. Бригадир робить зауваження: багато роботи, але неохайно виконаної, призведе до біди.
Присоромлений Іван розуміє, що йому бракує освіти. Вночі він вивчає інженерію, до чого батько ставиться зневажливо. Згодом на будівництві стається нещасний випадок, ківш з цементом падає на машиніста і той гине. Секретар пояснює комусь через телефон, що робітник загинув через порушення іншими людьми техніки безпеки. Скликається рада комсомольців для перевірки всіх механізмів на будівництві. На Дніпрогес прибуває ціла команда висококласних фахівців командувати робітниками, запроваджувати нові методи. Степан же прогулює роботу. Виконроб «чорної каси» (де видають зарплату порушникам) присоромлює Степана, через гучномовець перелічуючи скільки той дарма проїдає харчів щодня. Потім він же жаліється іншому виконробу, що на Дніпрогес прислали лінивих «селюків» та комічно сипле філософським термінами.
Іван бідкається, що його зусиль не оцінено належно, думає нібито йому не місце на Дніпрогесі. Секретар у той же час впевнений, що з нього «будуть люди». Вже незабаром його приймають до комуністичної партії як передовика. Іван виступає на радіо, де викриває ледачість і прогульництво батька, вимагає «дати з ним розвод». Ці кадри перемежовуються комічною вставкою з обивателем і його дружиною: жінка хоче слухати іноземне радіо, обиватель піддається, але потім вагається і врешті перемикає радіо на радянську пропаганду.
Степан вривається на збори, де викрикує, що відмовляється від такого сина, намагається приписати собі високий статус, повторюючи чуті раніше від виконроба слова. Але присутні сміються зі Степана. Входить Іван і каже, що йому соромно бути зі своїм батьком бути з одного села. Івана «усиновлює» робочий клас. Услід заходить мати загиблого робітника та закликає працею довести, що смерть її сина не була марна. Натхненний Іван вирушає вчитися в робфак.

## Знімальна група
Режисер: Олександр Довженко

Сценарист: Олександр Довженко

Оператори: Данило Демуцький, Юрій Єкельчик, М.Глідер

Художник: Юрій Хомаза

Композитори: Ігор Белза, Борис Лятошинський, Юлій Мейтус

Звукорежисер: Олександр Бабій

## Акторський склад
- Петро Масоха — Іван
- Степан Шагайда — Степан Васильович, бригадир
- Степан Шкурат — прогульник Степан Губа, батько Івана
- Олена Голик — мати Івана
- Дмитро Голубинський — секретар парткому
- Микола Надемський — старий селянин
- Олександр Хвиля — військовий-оратор
- Терентій Юра — обиватель, міщанин
- Феодосія Барвінська — дружина обивателя
- А. Запольський — виконроб
- К. Бондаревський — комсомолець Іван
- Людмила Ярошенко
- Михайло Гайворонський
- Михайло Горнатко
- Лаврентій Масоха

## Створення
З червня по вересень 1930 року Олександр Довженко разом з Данилом Демуцьким та Юлією Солнцевою перебував у Чехословаччині, Німеччині, Англії та Франції. У Празі директори кінотеатрів визнали його фільми занадто революційними та надмірно мистецькими. Його плани про озвучення «Землі» в Берліні не здійснилися. Повернувшись до СРСР, він запропонував керівництву «Українфільму» сценарій про трагічну долю антарктичної експедиції Умберто Нобіле та Руала Амундсена, але отримав відмову. Щоб далі працювати, Довженко погодився зняти просякнутий комуністичною ідеологією фільм про будівництво греблі Дніпрогесу і разом з тим свій перший звуковий фільм — який має підтвердити незворотний шлях індустріалізації в СРСР. Сценарій був написаний за 11 днів, але сам Довженко майже не знімав його, доручаючи це асистентці та дружині Юлії Солнцевій. Зйомки велися на неякісну техніку, бо Довженко повинен був швидко закінчити працю до жовтневих свят 1932 року. До того ж некомпетентність працівників кіностудії призвела до неякісного озвучення. Монтування фільму відбувалося впродовж кількох ночей.
Після виходу «Івана» батьків Довженка вигнали з колгоспу за доносами. Його батька характеризували як активного церковника, націоналіста й «хлібороба-власника». З огляду на це посилилося стеження за Олександром.

## Відгуки
Попри успіх за кордоном, в радянській Україні «Іван» отримав неприязний прийом. Стрічку критикували за перебільшене захоплення працею, піднесення машин, на фоні яких люди виглядали статистами, а фільм загалом перетворювався на блеф.
На сторінках газети «Комуніст» та журналу «Кіно» у 1932 році режисеру закидали «відсутність глибокого класового розуміння суті речей». Серед низки критичних зауважень найбльш гостро звучали докори у безликості головного героя, Івана, на противагу складності і об'ємності його антагоніста, прогульника:
«Клясовий ворог у кінофільмі О. Довженка має своє ім'я, по-батькові і прізвище. Він активний, бо знає за що бореться. Хоч цього куркуля О. Довженко вивів трохи прилизаним. Цей куркуль з квіткою в руках, прогульник, що соромлячись підходить до чорної каси, лякливо озирається, перелякано втікає від рупора, хоч на вулиці нікого нема, цей рибалка з вудкою — трохи ушляхетнений. До нього більш логічно застосувати сміх, а не інші методи боротьби. Чи так воно справді є? Не для сміху ж побудовано чорну касу на Дніпрельстані!! Навряд чи таке трактування клясового ворога, що змазує загрозу від нього, справді наше. Та все ж цей прогульник-куркуль у фільмі дужчий за Івана. Він діє, він нахабний — лізе (а йому дозволяють!) виголошувати промову на великих робітничих зборах…».
Після жорсткої критики фільму Довженко звернувся за допомогою до Сталіна, який підтримав режисера, посприявши його переїзду до Москви та влаштування за фахом на «Мосфільм». Не в останню чергу через те, що в Українській РСР почався Голодомор і Сталін не бажав лишати Довженка на батьківщині стати свідком геноциду.
Олександр Рутковський у 2002 році так бачив мораль фільму: «Довженко в „Івані“ одним із перших у кіно вгадав надмірну екологічну і гуманітарну ціну за освоєння „стихій“. У фільмі — в епізоді з матір'ю загиблого машиніста… Неприпустимо людство міряти „іванами“, етносами, „жменями“ людських істот. Сортувати — мільйон хороший, мільйон — так собі… Радянський досвід свідчить: ніяка свобода й ніяка незалежність не заслуговує на існування, якщо в гріш не ставить одне-єдине чуже людське життя. Все одно це множиться на мільйони, і не встоїть довго так улаштований добробут».

## Нагороди
- 1934 — МКФ у Венеції (приз за найкращу програму, представлену державою мовою).